# Clématite
Clematis
Genre
Classification phylogénétique
Les Clématites (Clematis) forment un genre de la famille des renonculacées.
Il comprend environ 300 espèces de vivaces herbacées à souche ligneuse et de plantes grimpantes, semi-ligneuses, persistantes ou caduques. On les trouve dans les deux hémisphères, notamment en Europe, dans l'Himalaya, en Chine, en Australie, en Amérique du Nord et Amérique centrale ; elles sont cultivées pour leur abondante floraison très décorative.
Il existe plus de 40 cultivars, généralement à grandes fleurs.
Du fait de la diversité des espèces : vivaces herbacées de petites tailles, arbustes grimpants ou étalés, plantes grimpantes atteignant de 1 à 15 mètres de hauteur, l'aspect des clématites varie considérablement.

## Histoire
Le nom vernaculaire de Clématite provient du grec ancien κληματἰς / klématis , qui signifie sarment ou branche, terme ayant directement fourni à Carl von Linné la dénomination du genre Clematis en 1753.  La première espèce connue est la Clematis vitalba, qui dès l'Antiquité était utilisée en huile macérée pour lutter contre la gale.
Elle fut mentionnée pour la première fois en 1548 dans l'herbier de William Turner. À cette époque la clématite était nommée : Travellers's Joy dans les pays anglophones alors qu'en France elle était nommée vigne blanche ou  herbe aux gueux car les mendiants l'utilisaient en frottant leur peau pour ainsi provoquer des irritations et se faire plaindre des passants.
En Europe, le premier genre introduit le fut en Espagne en 1569 avec la Clematis viticella, puis en 1597 ce fut au tour de Clematis integrifolia, Clematis cirrhosa et Clematis recta.
Les espèces nord-américaines C. crispa, C. viorna furent introduites en 1726 et 1730, puis les clématites asiatiques C. orientalis et C. florida.
Les espèces chinoises C. lanuginosa et C. patens ont été introduites en 1836 en Europe et avec celles-ci est arrivée l'hybridation.

## Aspects botaniques

### Caractéristiques générales
Les plantes du genre Clematis sont en majorité grimpantes, ligneuses, atteignant deux à cinq mètres de haut.

### Feuilles
Les feuilles, parfois opposées, parfois alternes, glabres ou pubescentes, sont simples, tripalmées, pennées ou bipennées, avec le bord entier ou irrégulièrement découpé. Les espèces grimpantes s'accrochent au support ou à la plante hôte par le biais des pétioles transformés en vrilles. Certaines espèces disposent de feuilles persistantes comme la Clematis armandii ou les clématites du genre cirrhosa.

### Fleurs

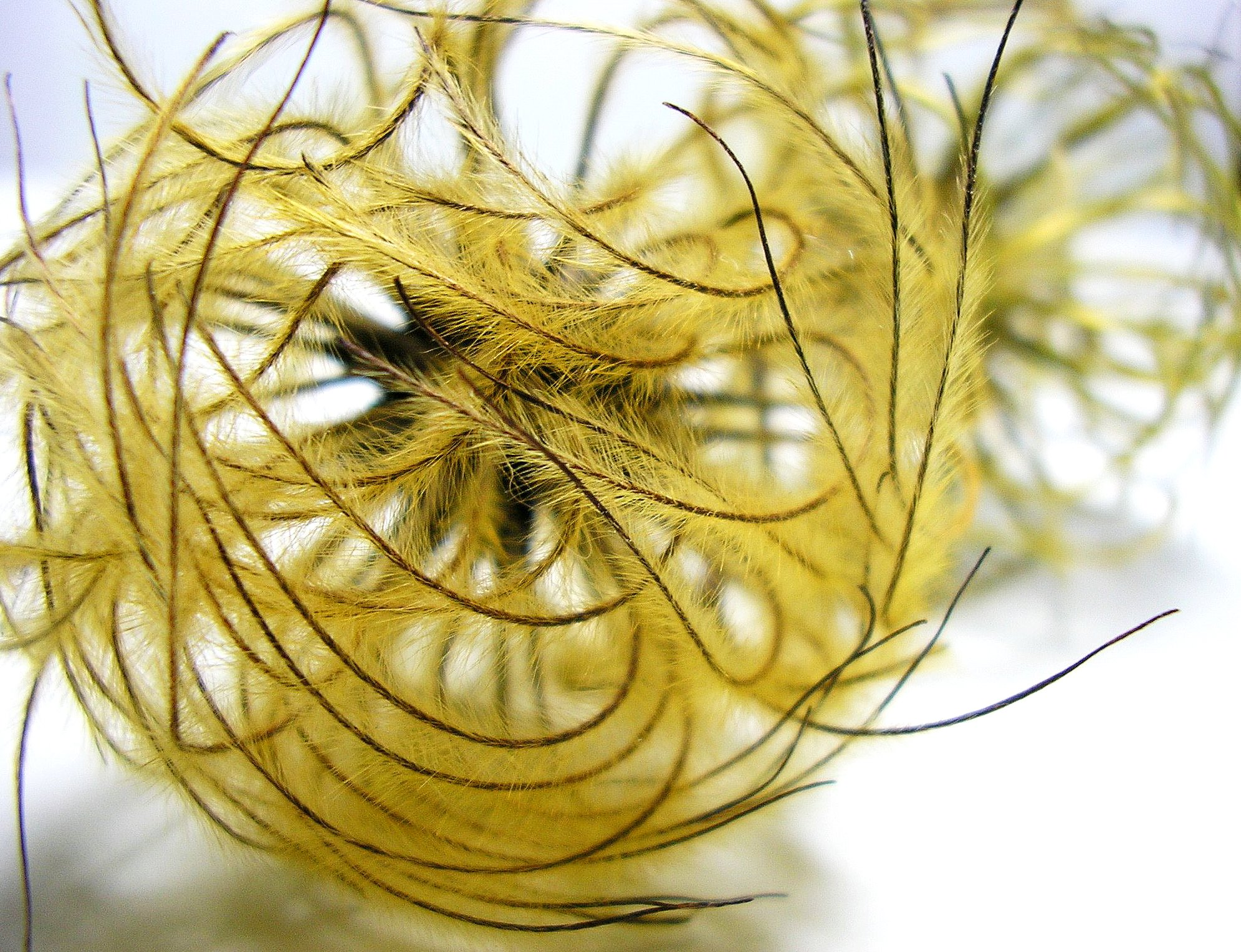
Fruits plumeux de clématite (espèce indéterminée).

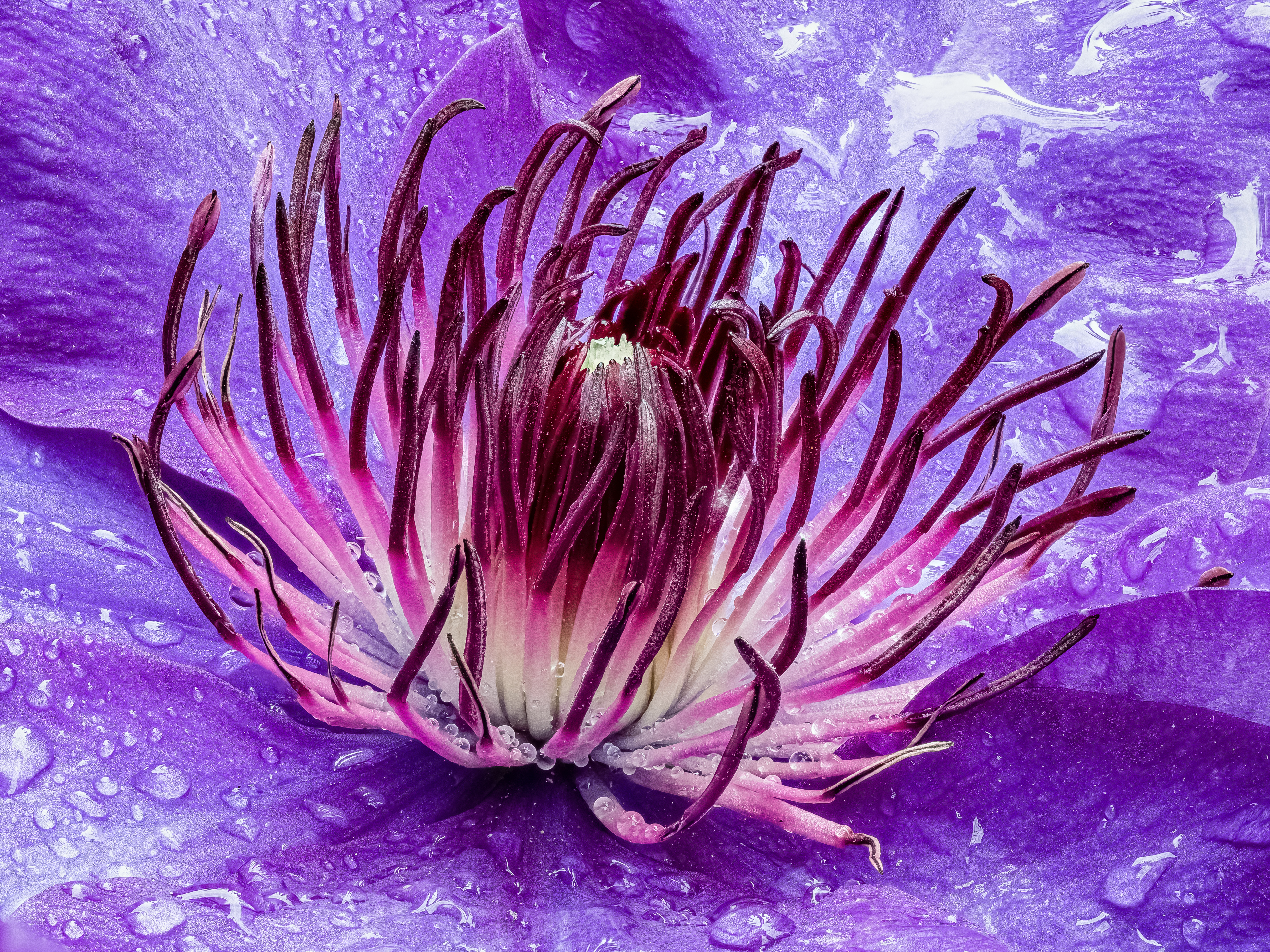
Fleur de clématite.

Les fleurs, bisexuées, sont généralement solitaires ou groupées en cymes ou en panicules. Elles ne possèdent pas de pétales mais présentent 4 à 10 sépales de dimensions, de formes et de couleurs très variables. La floraison est généreuse, suivie de fruits plumeux, décoratifs, de couleurs également variables selon les espèces.
Certaines fleurs, comme celles de Clematis recta, sont odorantes.

### Toxicité
Les clématites contiennent une proto-anémonine toxique. En interne le jus est un violent purgatif qui peut être fatal. En externe, elles peuvent être irritantes et allergisantes. Elles sont toxiques pour les chiens qui l'ingèrent accidentellement.

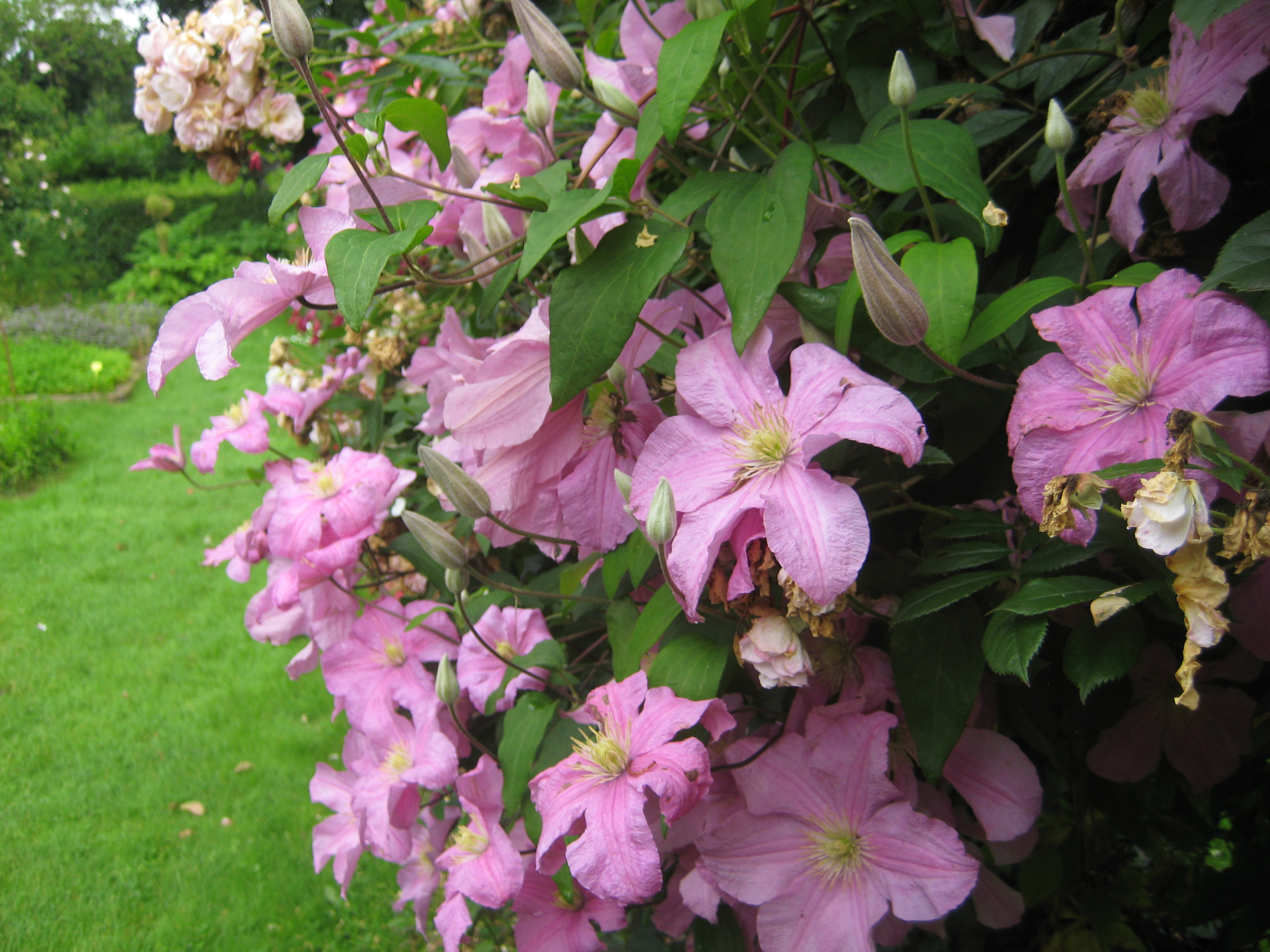
Clématite rose grimpante.

## Caractéristiques culturales
Les clématites sont réparties en 3 groupes, en fonction de leur exigence de culture :

### Groupe 1
Espèces à floraison précoce : ces clématites portent des petites fleurs en janvier ou en mars dans l'hémisphère nord, sur les pousses de l'année précédente. Elles se plaisent en situation abritée mais ensoleillée, dans un sol bien drainé. Feuilles vert moyen, lustrées, persistantes ou caduques, divisées en 3 folioles lancéolées de 9 à 12 cm de long ou entières, oblongues et finement découpées, de 5 cm de long. Fleurs simples, en clochette ouverte, de 2 à 5 cm de diamètre. Plantes rustiques. Exemples de clématites du groupe : Clematis alpina et Clematis montana.

### Groupe 2
Cultivars précoces à grandes fleurs : ces clématites fleurissent entre mai et juillet dans l'hémisphère nord, sur les pousses latérales des tiges de l'année précédente, puis en août-septembre, à l'extrémité des pousses de l'année. Les feuilles, caduques, vert pâle à vert moyen, sont composées de 3 folioles ovales à lancéolées de 10 à 15 cm de long ou simples et ovales mesurant de 7 à 10 cm de long. Les fleurs sont dressées, simples, semi-doubles ou doubles, le plus souvent en coupe large, de 10 à 20 cm de diamètre. Ces plantes sont assez rustiques, les hivers rigoureux peuvent compromettre leur précocité.

### Groupe 3
Comprend 3 catégories :

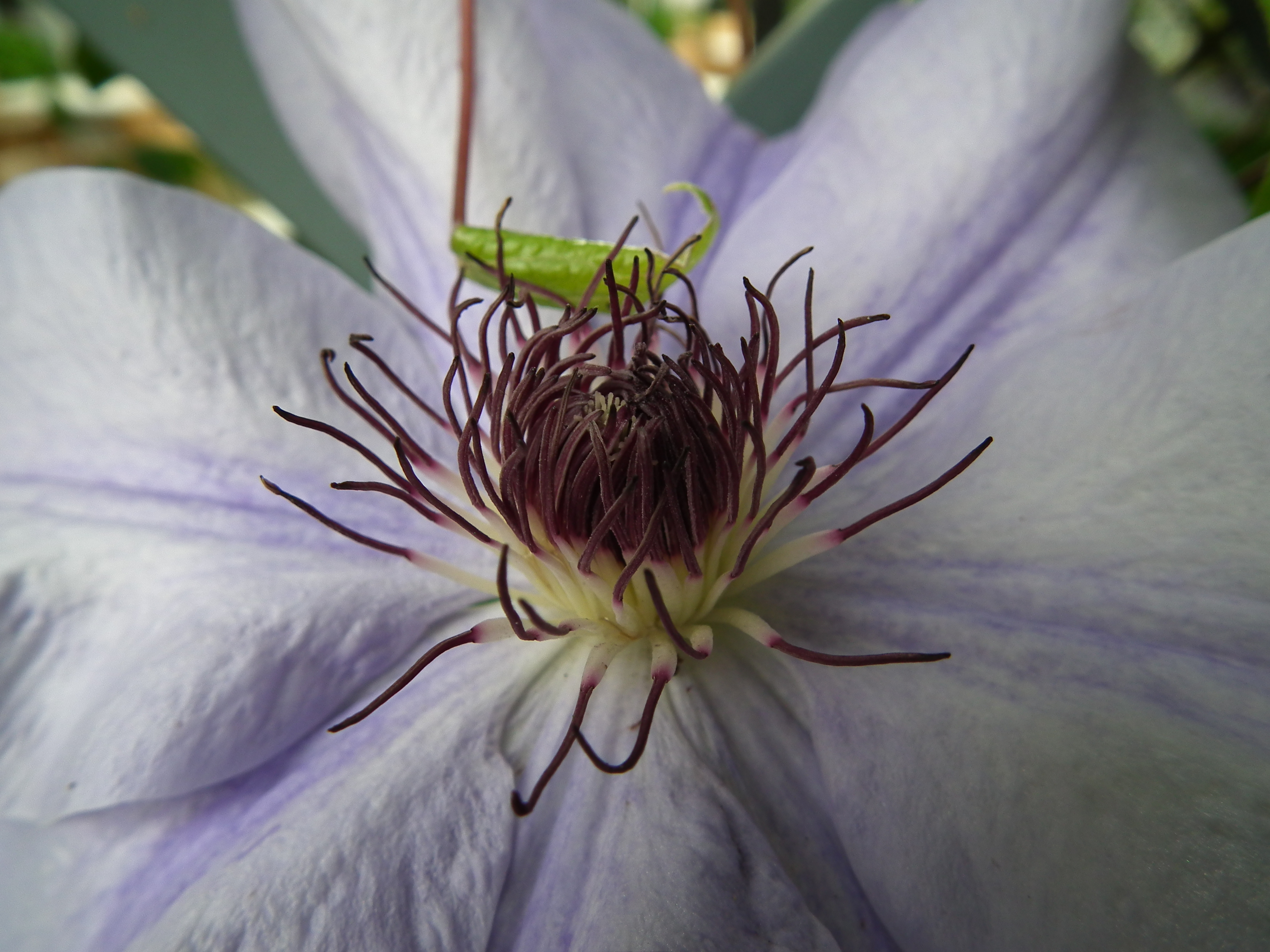
Étamines de clématite (Clematis Nelly Moser).

- Cultivars tardifs à grandes fleurs : ces clématites fleurissent de juillet à septembre sur les pousses de l'année. Les feuilles, caduques, vert pâle à foncé, sont composées de 3 folioles ovales à lancéolées de 10 à 15 cm de long ou sont simples et ovales mesurant de 7 à 10 cm de long. Les fleurs, simples, ouvertes vers l'extérieur, forment une coupe large de 7 à 15 cm de diamètre. Bonne rusticité.
- Espèces et cultivars tardifs à petites fleurs : ces clématites fleurissent de juin à octobre sur les pousses de l'année. Les feuilles, de 2 à 15 cm de long, caduques, vert pâle à foncé ou gris-vert, sont pennées ou bipennées, avec des folioles lancéolées, ou simples et lancéolées. Les fleurs, de 1 à 10 cm de diamètre, sont simples ou doubles en coupe large, en étoile, campanulées, en forme de tulipe ou tubulées. Très bonne rusticité.
- Espèces et cultivars herbacées : ces clématites fleurissent de juillet à octobre sur les pousses de l'année. On les plantes dans les massifs de vivaces. Les feuilles, de 3 à 15 cm de long, vert moyen à foncé ou vert-grisâtre, sont entières et lancéolées, ovales ou cordiformes, parfois avec le bord denté. Certaines sont composées de 3 à 5 folioles lancéolées et ovales de 3 à 8 cm de long. Les fleurs sont simples, étalées, mesurant de 1 à 2 cm de diamètre, ou encore campanulacées ou tubulées, de 1 à 14 cm de long.

### Rusticité
Très bonne en général, presque tout le temps.

### Culture
Les espèces grimpantes sont utilisées pour garnir des supports verticaux tels que pergolas, treillages, arceaux, tonnelles ou murs, voire pour habiller les branches d'un grand arbuste ou d'un petit arbre. Les espèces herbacées sont utilisées dans les massifs. On plante les clématites de préférence en plein soleil, dans un sol fertile, humifère, bien drainé, en ombrageant les racines et la base de la tige (avec une tuile plate par exemple). Il convient de pailler la base des clématites un mois avant l'équinoxe de printemps avec du compost de jardin ou du fumier bien décomposé, en évitant le contact direct avec les tiges. Il est conseillé de recouvrir le pied des clématites grimpantes avec une petite butte de terre afin de réduire les risques de flétrissement, tout en favorisant l'émission de pousses vigoureuses depuis la souche. Après la plantation, l'usage est de rabattre les tiges des clématites grimpantes caduques, à environ 30 cm de base au-dessus d'une belle paire de bourgeons, de palissez les tiges sans les serrer, jusqu'à ce que la plante s'agrippe d'elle-même. Les espèces et cultivars herbacés doivent être soutenus en piquant des branches ramifiées dans le sol.
Les clématites du  groupe 1  sont taillées après la floraison. Il est conseillé de supprimer les tiges mortes ou abîmées et de raccourcir les autres si nécessaire, ce qui favorise la formation de nouvelles pousses pour l'année prochaine. Pour celles du  groupe 2 , il convient de supprimer les tiges mortes ou faibles au début du printemps avant la reprise de la croissance et de rabattre toutes les autres au-dessus de 2 beaux bourgeons. Ces derniers produisent des tiges secondaires qui porteront des pousses latérales fleurissant en fin de printemps. Les fleurs fanées sont à supprimer: les jeunes tiges fleuriront alors en fin de saison. En ce qui concerne les clématites du groupe 3 , on recommande de rabattre toutes les tiges de l'année précédente au-dessus d'une paire de bourgeons, entre 15 et 20 cm du sol, au début du printemps juste avant l'entrée en végétation.

### Reproduction
Les fruits de la clématite sont des akènes à carpelles à arête plumeuse. Les semis se font en godet ou en châssis froid en automne.
La division ou séparation de rejets des espèces herbacées se pratique en avril et les boutures herbacées en mai-juin, ou semi-ligneuses en juillet alors que les marcottes sont à faire en février ou en mars.

### Ennemis et maladies
La clématite flétrit en sol trop humide. Les campagnols et les vers gris dévorent les tiges. Les pucerons et aleurodes des serres sont également des parasites des clématites.

## Principales espèces

### A, B

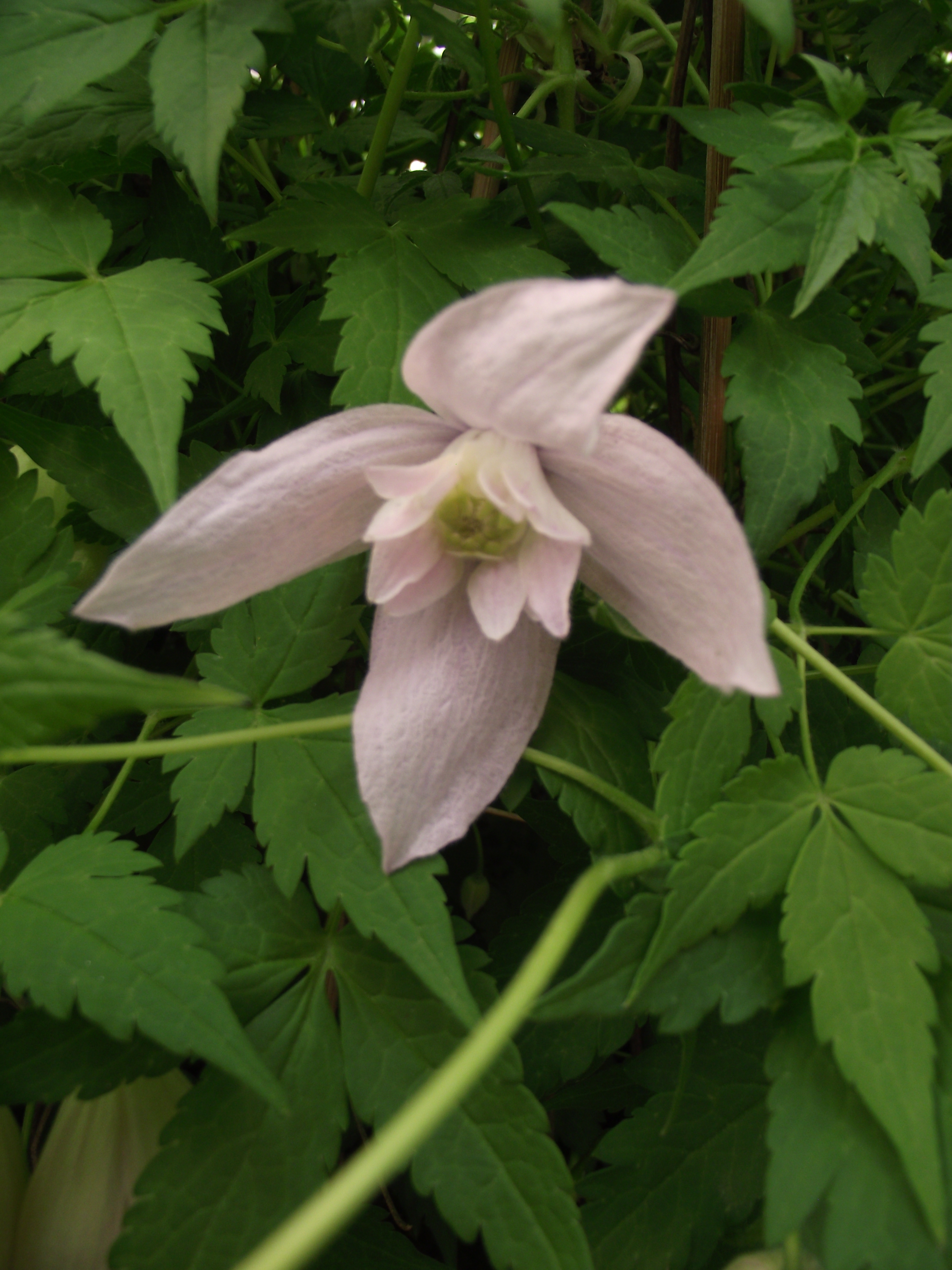
Clématite Alpina foxy.

- - Clematis acapulcensis, Hook. & Arn.
  - Clematis acerifolia, Maxim.
  - Clematis acuminata,
  - Clematis acutangula, Hook. & Thomson
  - Clematis addisonii, Britton
  - Clematis aethusifolia, Turczaninow
  - Clematis afoliata, Buchan.
  - Clematis akebioides, Maxim.
  - Clematis akoensis, Hayata
  - Clematis albicoma, Wherry
  - Clematis alborosea, Ulbrich
  - Clematis alpina, L. - synonyme : Atragene alpina - Clématite des Alpes
  - Clematis alternata, Kitamura & Tamura
  - Clematis andersonii, Eichle
  - Clematis anethifolia, Hook.
  - Clematis angustifolia, Jacq. - Clématite à feuilles étroites
  - Clematis apiculata, Hook. & Thomson
  - Clematis apiifolia, Roxb.
  - Clematis aristata, R.Br.
  - Clematis armandii, Franch. - Clématite d'Armand
  - Clematis aromatica, Lenné, Koch - Synonyme : Clematis poizati, Clematis davurica, Clematis caerulea odorata
  - Clematis asplenifolia, Schnrek
  - Clematis australis, Kirk
  - Clematis baldwinii, Torr. & A.Gray
  - Clematis balearica, Rieh. - synonyme : Clematis calycina, Cheiropsis balearica
  - Clematis baominiana, W. T. Wang
  - Clematis barbellata, Edgew.
  - Clematis bigelovii, Torr.
  - Clematis bourdillonii Dunn
  - Clematis brachiata, Thunb.
  - Clematis brevicaudata, Roxb.
  - Clematis brevipes, Rehder
  - Clematis buchananiana, Roxb.e

### C, D
- - Clematis cadmia, Hook. & Buch.-Ham.

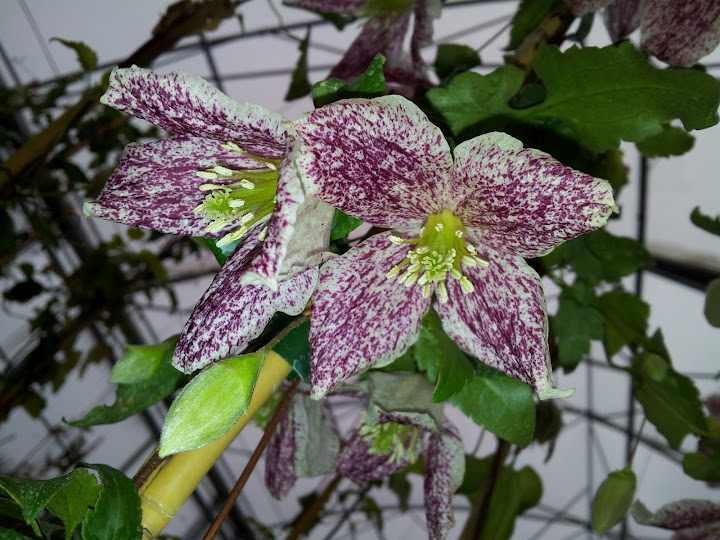
Clématite Cirrhosa freckles.

  - Clematis campaniflora, Brot. - synonyme : Clematis revoluta
  - Clematis campestris, St. Hil.
  - Clematis canescens, Tang & Cheng
  - Clematis catesbyana, Pursh
  - Clematis caudigera, W. T. Wang
  - Clematis chekiangensis, C. Pei
  - Clematis chiisanensis, Nakai
  - Clematis chinensis, Osbeck
  - Clematis chingii, W. T. Wang
  - Clematis chiupehensis, M. Y. Fang
  - Clematis cirrhosa, L. - synonyme : Cheriropsis cirrhosa - Clématite à vrille, Clématite cirrheuse
  - Clematis chrysocoma, Franch.
  - Clematis clarkeana, H.Lév. & Vaniot
  - Clematis coactilis, Keener
  - Clematis columbiana, Torr. & A.Gray
  - Clematis connata, Roxb.
  - Clematis corniculata, W. T. Wang
  - Clematis courtoisii, Hand.-Mazz
  - Clematis crassifolia, Benth.
  - Clematis crassipes, Chun & F. C. How
  - Clematis crispa, L. - synonyme : Clematis Viticella crispa - clématite crispé
  - Clematis cylindrica, Sims
  - Clematis dasyandra, Maxim.
  - Clematis davidiana, Dene - Clématite de l'abbé David
  - Clematis delavayi, Franch.
  - Clematis dilatata, C. Pei
  - Clematis dioica, L. - Vigne sauvage
  - Clematis distorta Lavallée
  - Clematis drummondii, Torr. & A. Gray

### E, F
- - Clematis eriostemon, Dene - synonyme : Clematis hendersoni, Clematis divaricata

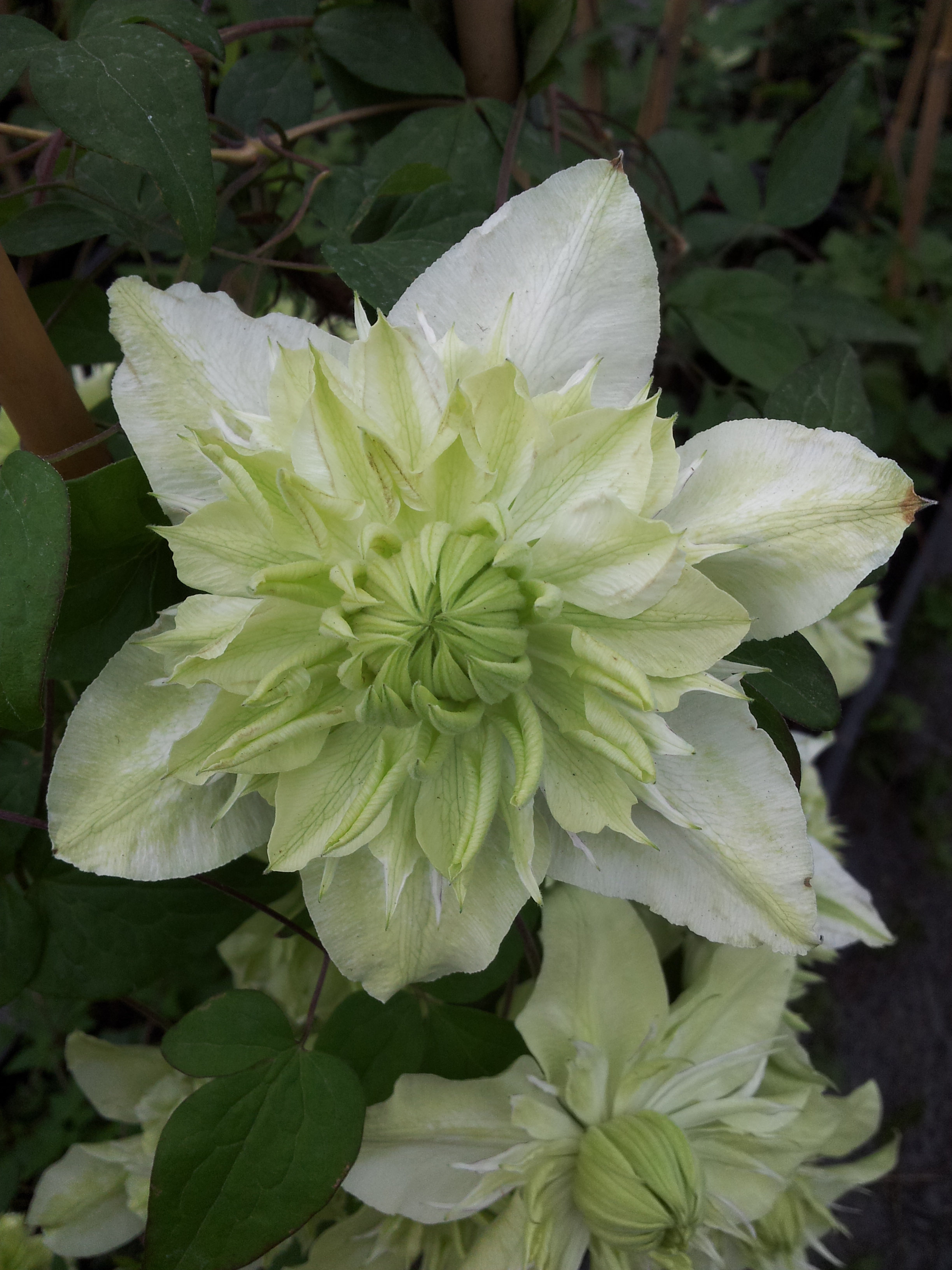
Clématite Florida alba plena.

- - Clematis falciformis, R.Vig. & H.Perrier
  - Clematis fasciculiflora, Franch.
  - Clematis fawcettii, F.Muell.
  - Clematis fengii, F.Muell.
  - Clematis finetiana, H.Lév. & Vaniot
  - Clematis flammula, L. - Clématite flammette, clématite brûlante, clématite odorante ou clématite flamme
  - Clematis flammulastrum, Griseb.
  - Clematis florida, Thunb. - synonyme Atragene indica
  - Clematis foetida, Raoul
  - Clematis formosana, Kuntze
  - Clematis forsteri, Gmel.
  - Clematis fremontii, S.Watson
  - Clematis fruticosa, Turcz.
  - Clematis fulvicoma, Rehder & E.H.Wilson
  - Clematis fusca, Turcz. - Clematis Kantschatica

### G, H
- - Clematis glabrifolia, K. Sun & M. S. Yan
  - Clematis glauca, Willd.
  - Clematis glaucophylla, Small
  - Clematis glycinoides, Roxb.
  - Clematis gouriana, Roxb.
  - Clematis gracilifolia Rehder & E.H.Wilson
  - Clematis grandidentata, Rehder & E.H.Wilson
  - Clematis grandiflora, Roxb.
  - Clematis Grata, Wall.
  - Clematis gratopsis, W. T. Wang
  - Clematis graveolens, Lindl.
  - Clematis grewiiflora, Roxb.
  - Clematis grossa, Benth.
  - Clematis hainanensis, W. T. Wang
  - Clematis hakonensis, T.Moore - synonyme : Clematis ×jackmanii
  - Clematis hancockiana, Maxim.
  - Clematis hastata, Franch. & Gagnepain
  - Clematis hedysarifolia, Roxb.
  - Clematis henryi, Oliv.
  - Clematis heracleifolia, Roxb. - synonyme : Clematis tubulosa - Clématite tubuleuse
  - Clematis hexapetala, Pall.
  - Clematis heynei, M.A. Rau
  - Clematis hirsuta, Guill. & Perr.
  - Clematis hirsutissima, Pursh
  - Clematis hookeriana, Allan
  - Clematis huchouensis, Tamura
  - Clematis hupehensis, Hemsl. & E. H. Wilson

### I, J, K, L
- - Clematis ibarensis, Baker
  - Clematis iliensis, Y. S. Hou & W. H. Hou
  - Clematis integrifolia, L. - synonyme : Valvaria integrifolia
  - Clematis intricata, Bunge
  - Clematis iringaensis, Engl.

- - Clematis x jackmanii T.Moore
  - Clematis japonica, Thunb.
  - Clematis javana, Roxb.

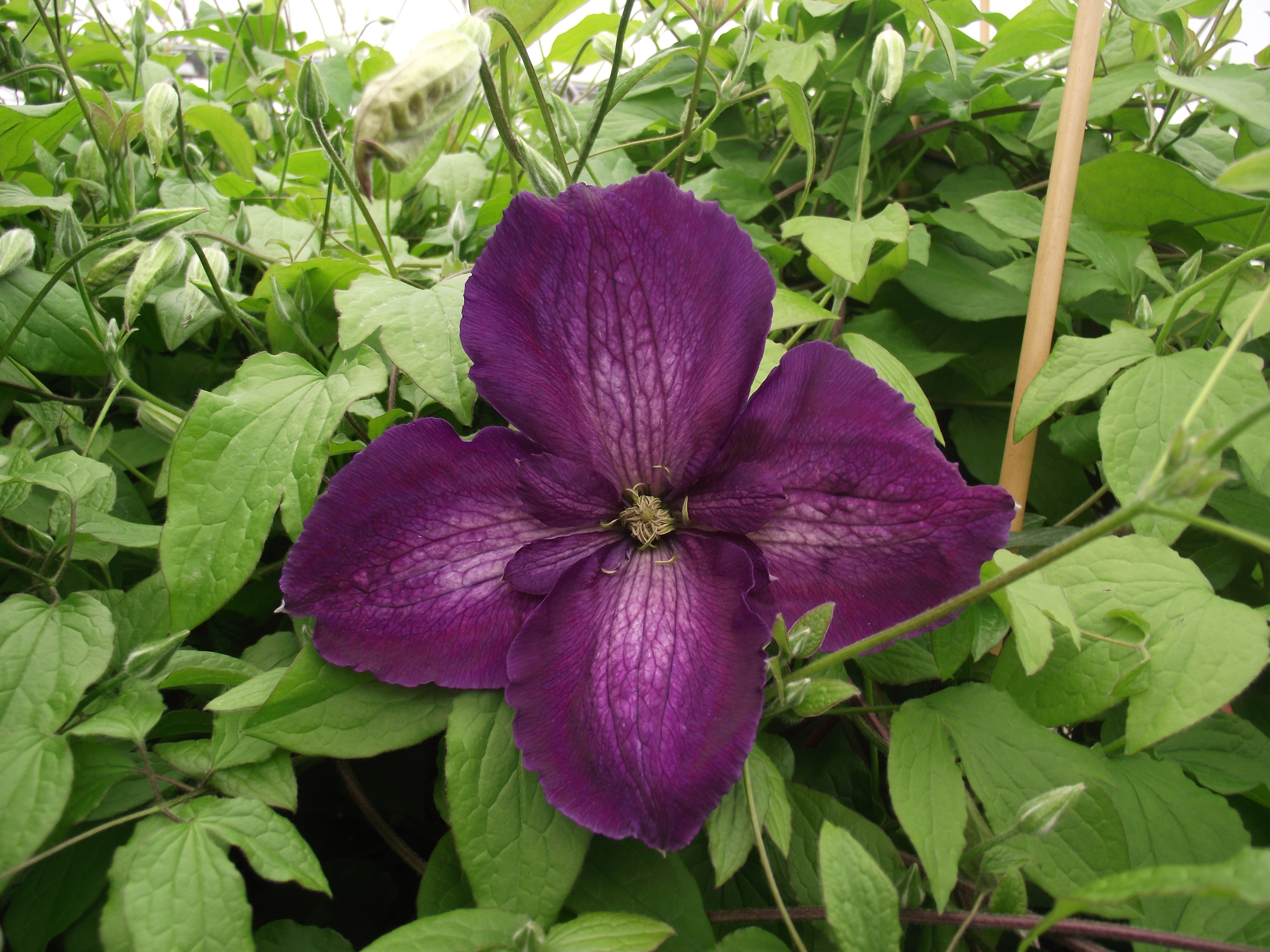
Clématite Jackmanii purpurea ‘Zojapur’ PBR & PP.

  - Clematis jialasaensis, W. T. Wang
  - Clematis jingdungensis, W. T. Wang
  - Clematis jinzhaiensis, Z. W. Xue & X. W. Wang
  - Clematis kakoulimensis, R. Schnell
  - Clematis kirilowii, Maxim.
  - Clematis kockiana, C. K. Schneider
  - Clematis koreana, Kom.
  - Clematis kweichowensis, C. Pei
  - Clematis lancifolia, Bureau & Franch.
  - Clematis lanuginosa, Lindl.- Clématite à grandes fleurs
  - Clematis lasiandra, Maxim.
  - Clematis lasiantha, Nutt.
  - Clematis laxistrigosa, W. T. Wang & M. C. Chang
  - Clematis leschenaultiana, Roxb.
  - Clematis liboensis, Z. R. Xu
  - Clematis ligusticifolia, Nutt.
  - Clematis lingyunensis, W. T. Wang
  - Clematis longistyla, Hand.-Mazz.
  - Clematis loureiroana, Roxb.

### M, N
- - Clematis macropetala, Ledeb.
  - Clematis mandshurica, Rupr.
  - Clematis marmoraria, Sneddon.
  - Clematis mashanensis, W. T. Wang
  - Clematis mauritiana, Lam.
  - Clematis menglaensis, M.C.Chang
  - Clematis metuoensis, M. Y. Fang
  - Clematis meyeniana, Walp.
  - Clematis microphylla, Roxb.
  - Clematis millifoliolata, Eichler
  - Clematis moisseenkoi, W. T. Wang

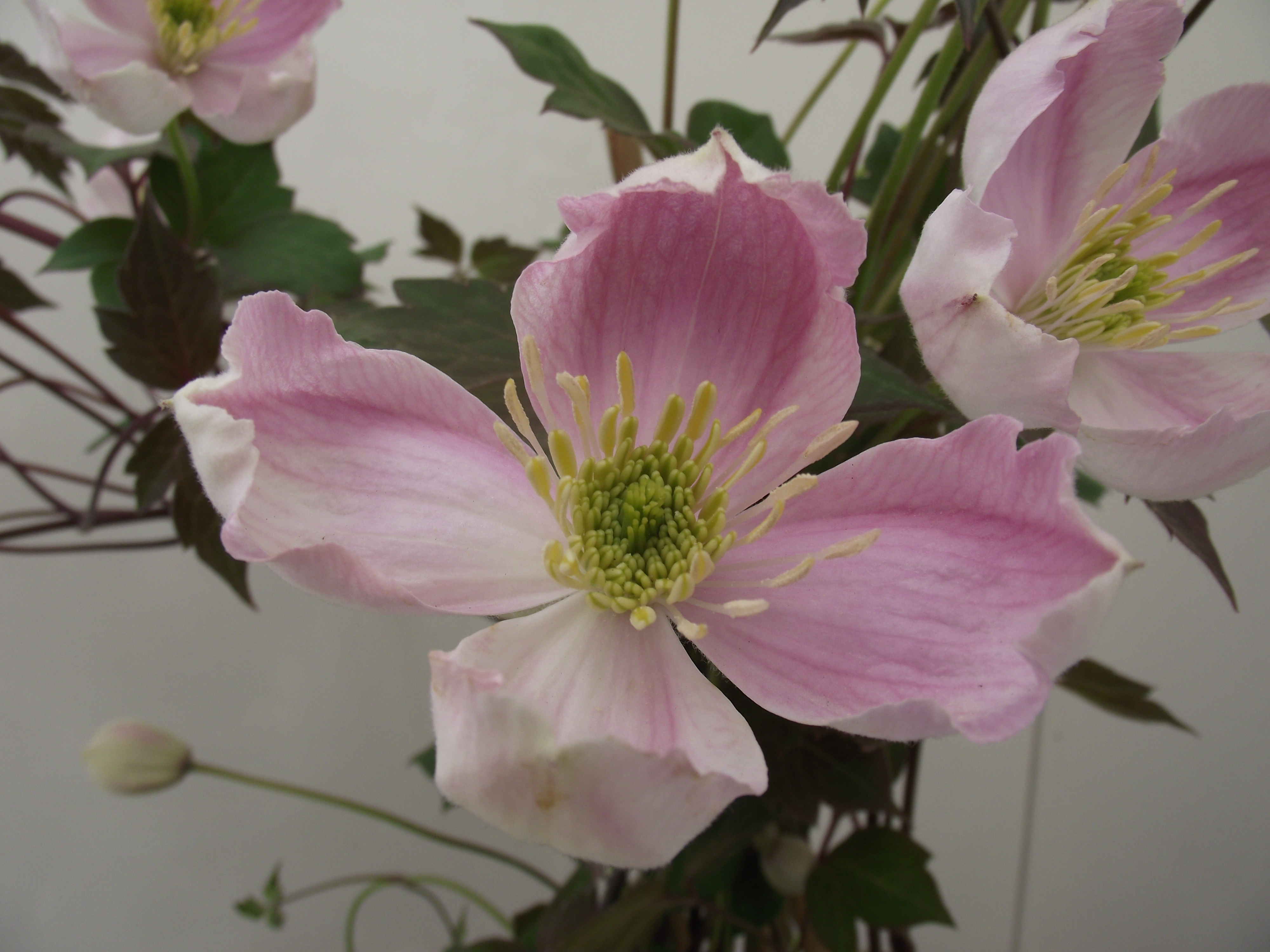
Clématite Montana 'gistar'.

  - Clematis montana, Roxb. - synonyme : Clematis anemoniflora - Clématite des montagnes - Clématite à fleurs d'Anémone
  - Clematis montevidensis, Spreng.
  - Clematis morefieldii, Kral
  - Clematis morii, Hayata
  - Clematis munroiana, Wight
  - Clematis nannophylla, Maxim.
  - Clematis napaulensis, Roxb.
  - Clematis napoensis, W. T. Wang
  - Clematis ningjingshanica, W. T. Wang
  - Clematis nukiangensisM. Y. Fang

### O, P
- - Clematis obscura, Maxim.
  - Clematis occidentalis, Hornem.
  - Clematis ochotensis, Poir.
  - Clematis ochroleuca, Aiton
  - Clematis orientalis, L. - synonyme: Clematis graveolens, Clematis flava ou Clematis Meclatis orientalis
  - Clematis otophora, Franch.
  - Clematis oweniae, Harv.

- - Clematis pamiralaica, Grey

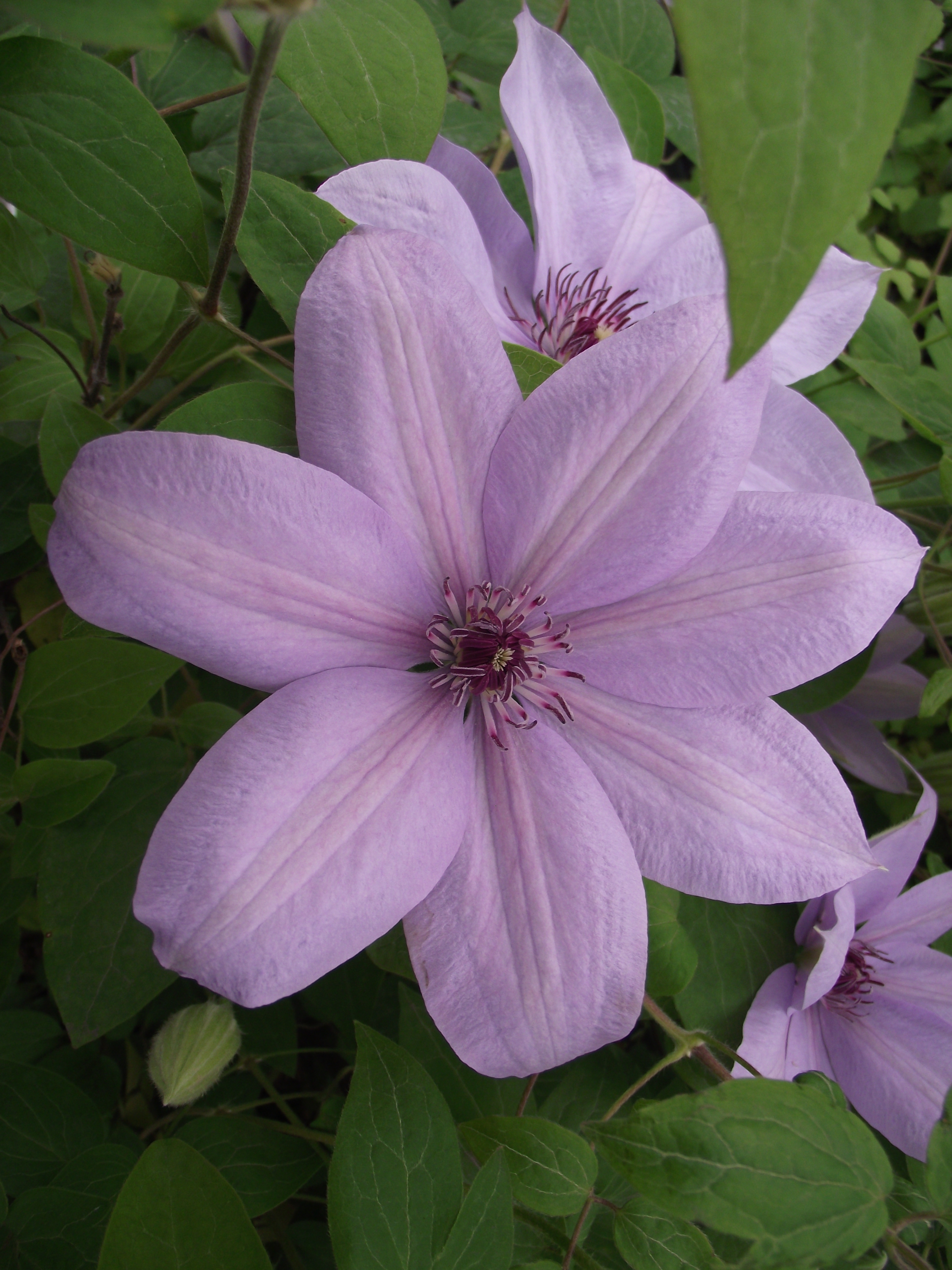
Clématite Patens Bernardine™ Evipo061.

  - Clematis paniculata, Thunb. - Clématite paniculée
  - Clematis parviflora, A.Cunn.
  - Clematis parvifrons, Ulbrich
  - Clematis parviloba, Gardner & Champ.
  - Clematis pashanensis, W. T. Wang
  - Clematis patens, C.Morren & Decne. - Synonyme : clematis azurea -  Clématite azurée
  - Clematis pauciflora, Nutt.
  - Clematis peruviana, DC.
  - Clematis peterae, Hand.-Mazz.
  - Clematis petriei, Allan
  - Clematis phlebantha, L'Herm.
  - Clematis pianmaensis, W. T. Wang
  - Clematis pimpinellifolia, Hook.
  - Clematis pinchuanensis, W. T. Wang & M. Y. Fang
  - Clematis pinnata, Maxim.
  - Clematis pitcheri, Torr. & A.Gray
  - Clematis pogonandra, Maxim.
  - Clematis polygama, Jacq.
  - Clematis potaninii, Maxim.
  - Clematis pseudoflammula, Schmalh. & Lipsky
  - Clematis pseudootophora, M. Y. Fang
  - Clematis pseudopogonandra, Finet & Gagnepain
  - Clematis psilandra, Kitag.
  - Clematis pterantha, Dunn
  - Clematis puberula, Hook. & Thomson

### Q, R, S, T
- - Clematis qingchengshanica, W. T Wang
  - Clematis quinquefoliolata, Hutch.
  - Clematis ranunculoides, Franch.
  - Clematis recta, L. - synonyme : Clematis erecta - Clématite dressée ou clématite droite
  - Clematis rehderiana, Craib
  - Clematis repens, Finet & Gagnepain
  - Clematis reticulata, Walter
  - Clematis roylei, Rehder
  - Clematis rubifolia, C. H. Wright
  - Clematis seemanni, Kuntze
  - Clematis serratifolia, Rehder
  - Clematis shenlungchiaensis, M. Y. Fang
  - Clematis shensiensis, W. T. Wang
  - Clematis siamensis, J. R. Drummond & Craib
  - Clematis sibirica, Mill.
  - Clematis simensis, Fresen.
  - Clematis sinii, W. T. Wang
  - Clematis smilacifolia, Wall.
  - Clematis socialis, Kral
  - Clematis stans, Sieber
  - Clematis ×stricta - Clématite droite
  - Clematis subumbellata, Kurz

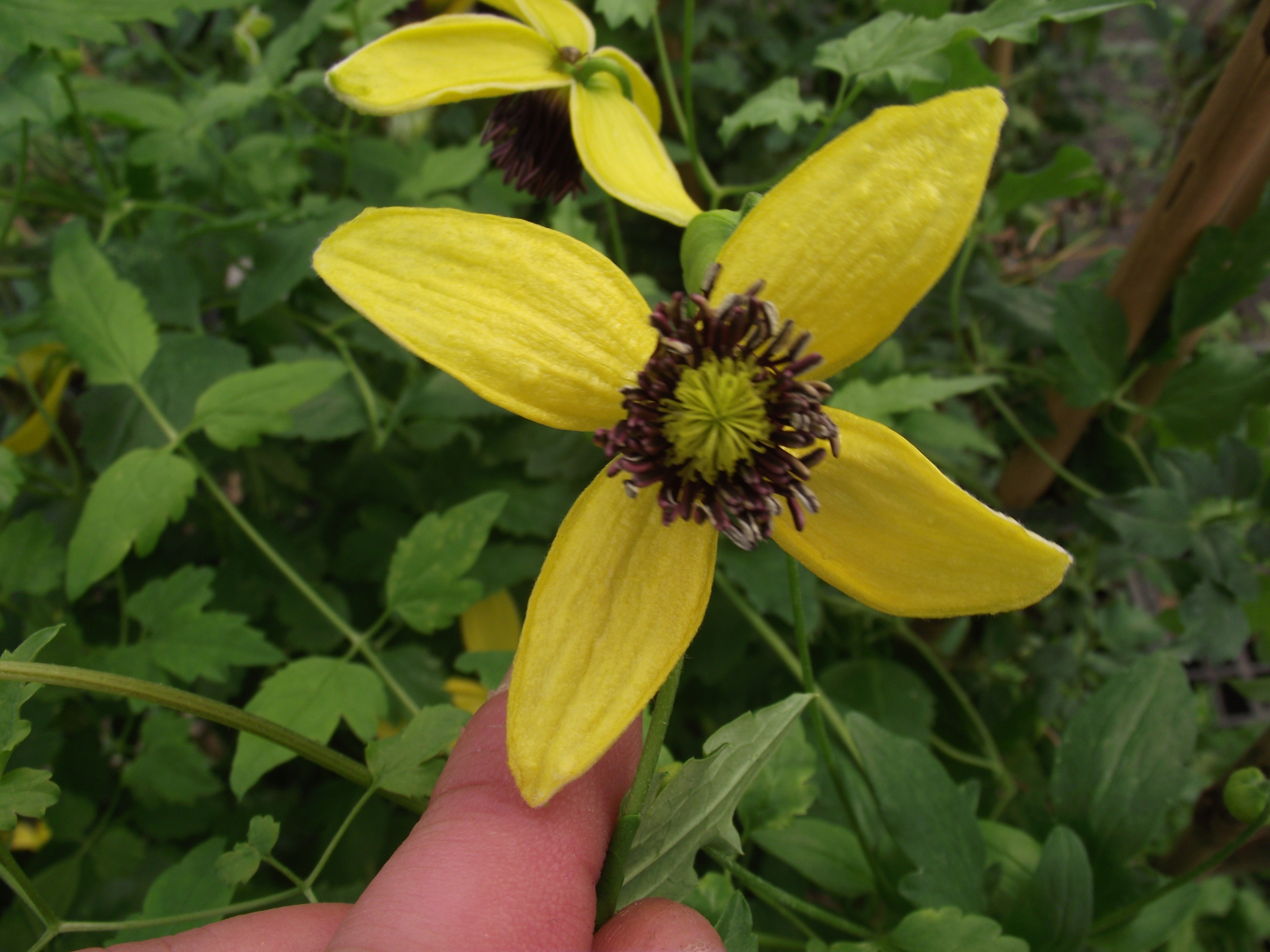
Clematite Tangutica Golden Tiara® kugotia.

- - Clematis tamurae, T. Y. Yang & T. C. Huang
  - Clematis tangutica, Maxim
  - Clematis tashiroi, Maxim
  - Clematis tatarinowii, Maxim
  - Clematis tenuiflora, De Candolle
  - Clematis tenuipes, W. T. Wang
  - Clematis teretipes, W. T. Wang
  - Clematis terniflora, De Candolle

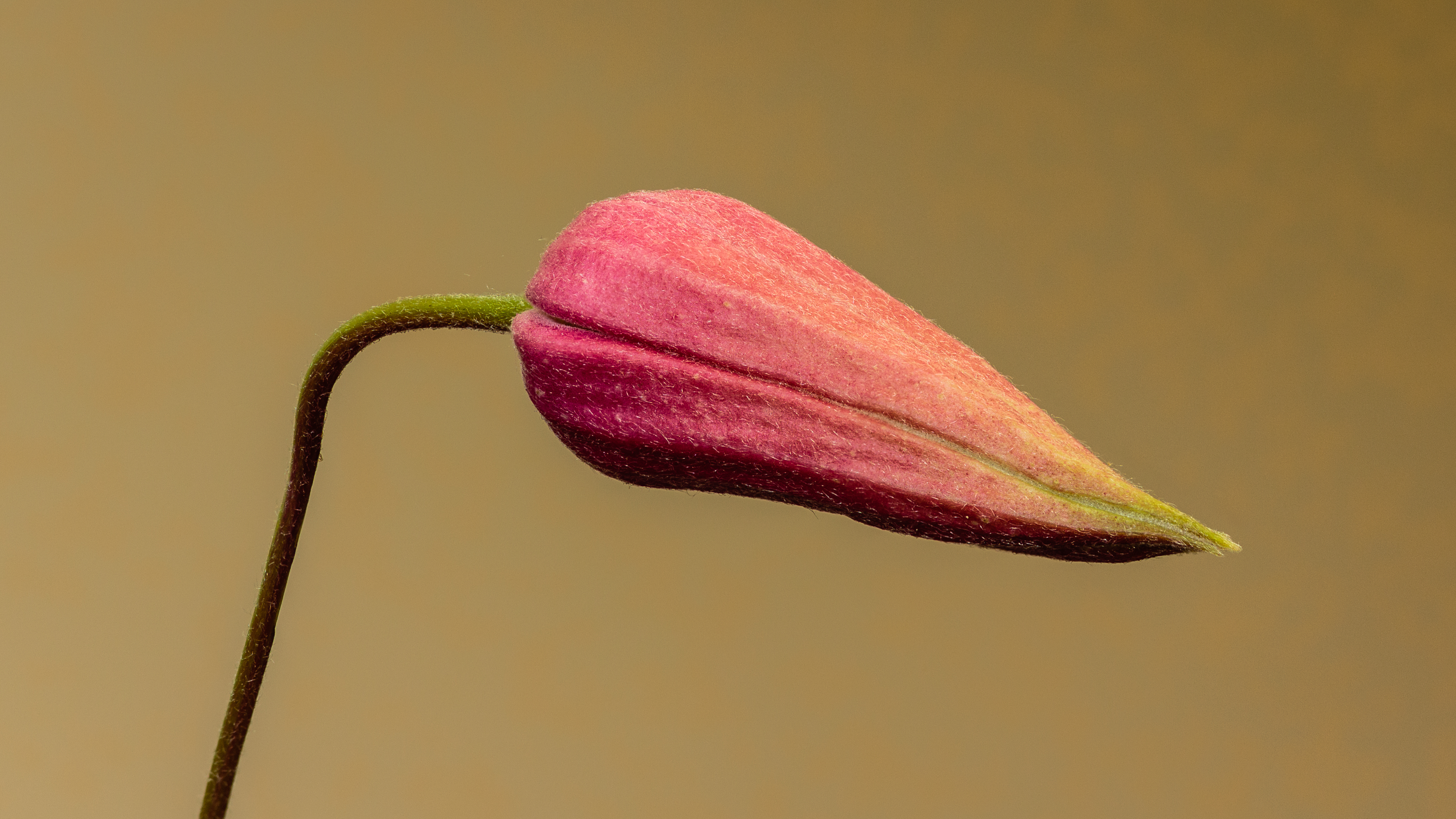
Clématite clematis texensis dite princesse Diana. Juillet 2021.

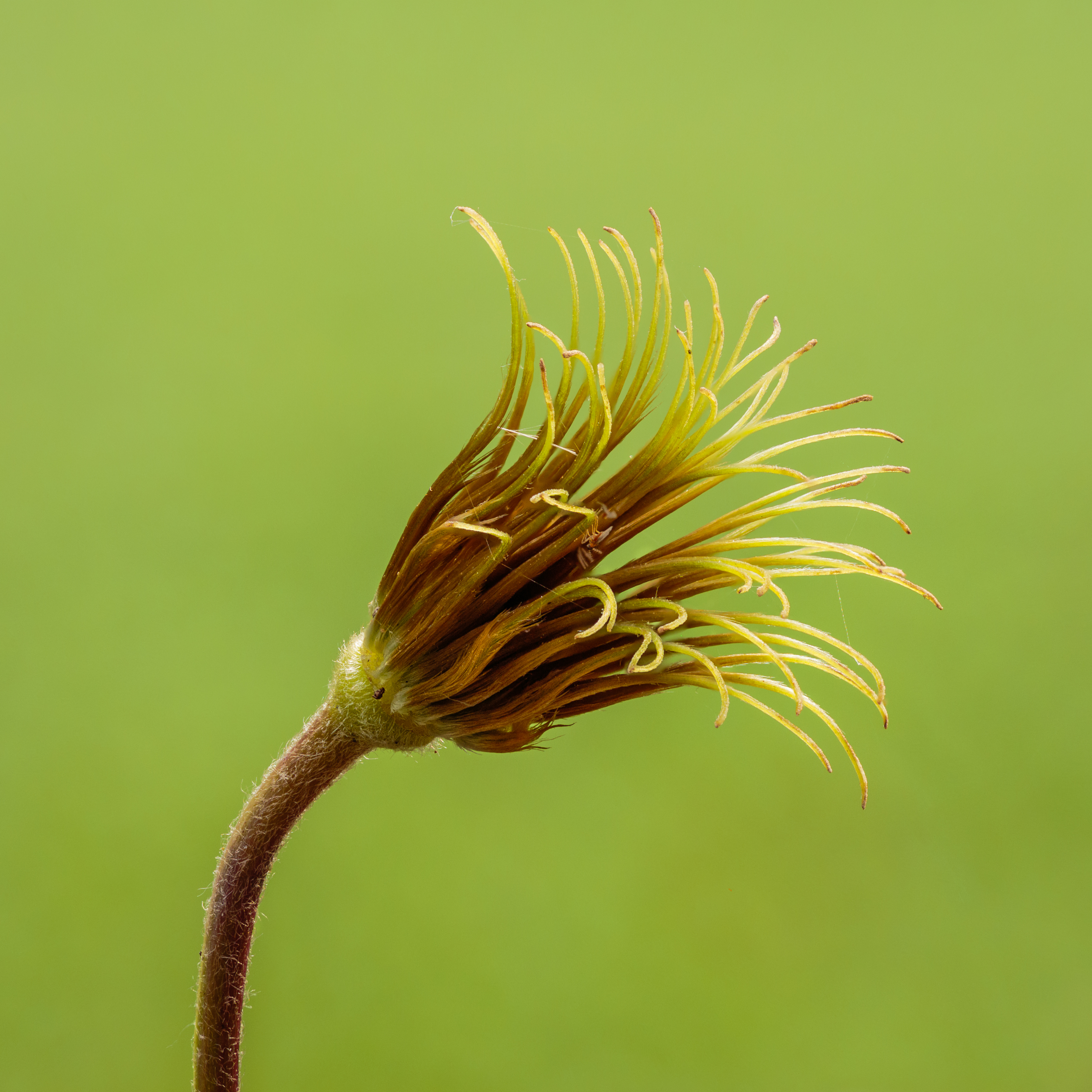
Forme des graines de Clematis texensis. Juillet 2023.

- - Clematis texensis, Buckley - synonyme : Clematis coccinea, Clematis Viorna coccinea
  - Clematis thalictrifolia, Engl.
  - Clematis theobromina, Dunn
  - Clematis tibetana, Kuntze
  - Clematis tinghuensis, C. T. Ting
  - Clematis tomentella, W. T. Wang & L. Q.
  - Clematis tongluensis, Brühl
  - Clematis trifida, Hook.
  - Clematis triloba, A. St.-Hil.
  - Clematis tripartita, W. T. Wang
  - Clematis ×triternata, W. T. Wang
  - Clematis tsaii, W. T. Wang
  - Clematis tsugetorum, Ohwi

### U, V, W, X, Y, Z
- - Clematis uncinata, Champ.
  - Clematis urophylla, Franch.

- - Clematis vaniotii, Lév.
  - Clematis venusta, M. C. Chang
  - Clematis vernayi, C. Fischer
  - Clematis versicolor, Small

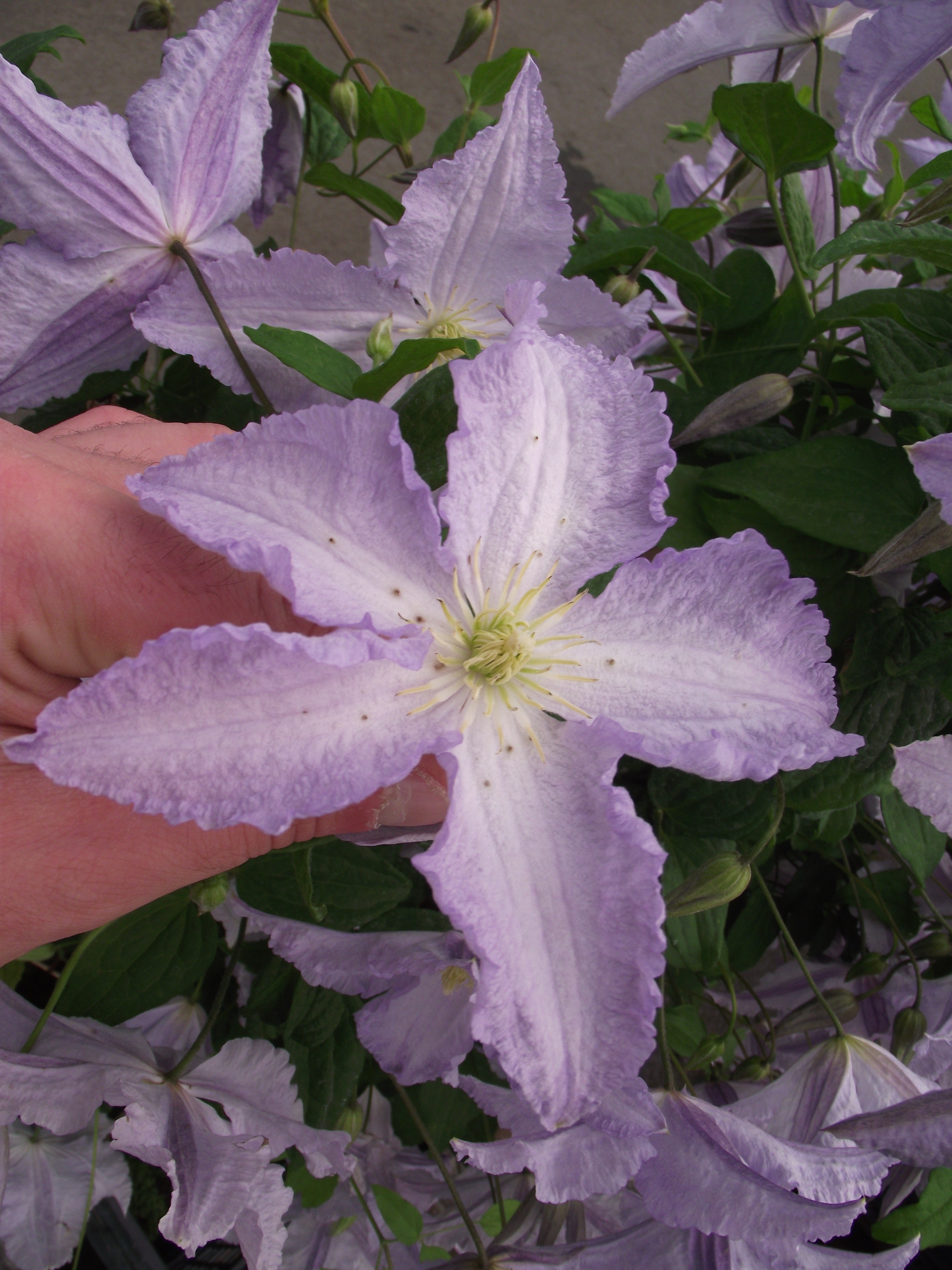
Clématite Viticella 'blue angel'.

  - Clematis viorna, L. - synonyme : Viorna urnigera
  - Clematis virginiana, L. - Clématite de Virginie
  - Clematis viridiflora, Bertol.
  - Clematis viridis, W. T. Wang & M. C. Chang
  - Clematis vitalba, L. - Clématite des haies, herbes aux gueux, joie du voyageur ou viorne commune
  - Clematis viticaulis, Steele
  - Clematis viticella, L. - synonyme : Clematis viticella deltoidea Clématite bleue ou clématite fausse vigne
  - Clematis wattii, JR Drumm & Craib.
  - Clematis welwitschii, Hiern
  - Clematis wenshanensis, W. T. Wang
  - Clematis wightiana, Wall
  - Clematis wissmanniana, Hand.-Mazz.
  - Clematis xinhuiensis, R. J. Wang
  - Clematis yuanjiangensis, W. T. Wang
  - Clematis yui, W. T. Wang
  - Clematis yunnanensis, Franch.
  - Clematis zandaensis, W. T. Wang
  - Clematis zemuensis, W. Smith
  - Clematis zygophylla, Hand.-Mazz.

## Langage des fleurs
Dans le langage des fleurs, la clématite symbolise le désir ou les liens.